# Szolnoki Vízilabda Aréna
Szolnoki Vízilabda Aréna egy sportlétesítmény Szolnok városban, amit 2013-ban adtak át. A beruházás költsége 870 millió forint volt. A szolnoki aréna elsősorban a vízilabdázók számára készült, ám a 33 méteres medencét az utánpótlás-úszószakosztály is használja, az óvodások és az iskolások pedig úszásoktatásra járhatnak ide. A csarnok területe 2000 m², befogadóképessége 1100 néző. A beruházás öltözőket, edzőtermeket és irodákat is magába foglalt, továbbá kialakítottak egy 66 személygépkocsi és 3 autóbusz befogadására alkalmas parkolót is. Az épületen kívül termálmedence épült.
Az aréna főbejárata előtt Szolnok három olimpiai bajnok vízilabdázójának, Kanizsa Tivadarnak, Boros Ottónak és Hasznos Istvánnak a mellszobra áll.

## Külső hivatkozások
- Szolnoki Vízilabda Aréna hivatalos honlapja